# Вајанапанапа (пећина)
Вајанапанапа (енгл. Waianapanapa Cave, још позната и као Крвава пећина) је пећина која се налази на острву Мауи на Хавајима.

## Легенда
Легенда говори како је жена краља Какее која се звала Попујалаеа побегла од свог мужа јер се није лепо понашао према њој. Попујалаеа се сакрила у ову пећину. Њен муж ју је тражио и пронашао је у пећини те је брутално убио. Многи људи тврде да око њене годишњице смрти вода у пећини постаје крв, и многи су наводно то и видели. Научници мисле како би за овај феномен могли бити заслужни црвени шкампи којих у пећини има јако пуно. Једном на годину они одлазе на површину воде како би се хранили, и зато се вода чини црвена.